# 平尾光司
平尾 光司（ひらお こうじ、1939年 - ）は、日本の実業家。日本長期信用銀行副頭取、長銀総合研究所社長、信金中央金庫地域・中小企業研究所長、学校法人昭和女子大学理事長等を歴任。ベンチャーキャピタルやベンチャー企業の支援、買収などを行い、参画したイーバンク銀行（現楽天銀行）の監査役等も務めた。

## 人物・経歴
東京都出身。1961年一橋大学社会学部卒業。大学在学中は宮崎省吾、川岸近衛、飯沼健真、酒井武史らと学生運動に参加し、また高島善哉ゼミで資本主義形成期の「キャプテンズ・オブ・インダストリー」の社会思想を学んだ。石弘光（元一橋大学学長）は大学の同期で友人。日本初の産業論である有沢広巳編集『現代日本産業講座』に、日本長期信用銀行（現SBI新生銀行）調査レポートが多数掲載されていたことから、大学卒業後は同行に入行、調査部配属。1966年ペンシルベニア大学経済学部大学院フルブライト研究員。1972年ハーバード大学ハーバード・ビジネス・スクール企業金融プログラム参加。
日本長期信用銀行業務開発部調査役、融資二部副長、国際金融部副長、ニューヨーク副支店長、企画部企画室長、企画部副部長、企画部長、企業開発部長、マーチャントバンキンググループ部長、取締役ニューヨーク支店長、常務取締役資金証券企画部長、常務取締役米州本部長等を経て、1995年日本長期信用銀行取締役副頭取。1996年長銀総合研究所代表取締役社長。1999年社会基盤研究所代表取締役社長。2001年同取締役会長。
第2次ベンチャーブームが始まった1980年代初頭には、中村秀一郎に誘われ、大学のゼミの先輩にあたる長洲一二神奈川県知事の下、神奈川県の産業政策に関わり、ベンチャー経営者らの集まりである神奈川県研究開発型企業協議会に参加。また、企業開発部長としてベンチャーキャピタルの設立支援や、創成期のソフトバンクの支援に従事。ニューヨーク支店長時代はグリーンキャピタルマーケットやピアーズ、ミラー・アンダーソン、キャップスターなど、金融ベンチャーの買収を進めた。長銀在職中、Greenwitch Capital共同会長やLTCB-MAS共同会長を兼務。
長銀総合研究所や後身の社会基盤研究所では長銀出身の山口勝業社長らが設立したイボットソン・アソシエイツ・ジャパンや、同じく長銀出身の松尾泰一社長らが設立したイーバンク銀行（現楽天銀行）などのベンチャー企業の支援等を行い、日本ベンチャー学会が設立されると、同学会理事や監事も務めた。
2002年、専修大学経済学部教授及び学校法人昭和女子大学理事に就任。2004年専修大学都市政策研究センター長。2009年専修大学を退職。昭和女子大学グローバルビジネス学部特任教授兼任。2011年、創立者人見東明の家系外からは初めて学校法人昭和女子大学理事長に就任し、同年度からメンター制度を開始。少子化に対応し教育、研究に加えて就職力や財務力の強化を掲げ、経営の透明性向上などにあたった。2017年学校法人昭和女子大学名誉理事。
この間、タワーレコード取締役、住友信託銀行監査役、イーバンク銀行監査役、バリュークリエーション監査役、立命館アジア太平洋大学大学院客員教授、信金中央金庫地域・中小企業研究所所長、日本ベンチャー協議会特別顧問、社団法人如水会鎌倉支部長、インドセンター顧問、公益財団法人安田奨学財団理事、特定非営利活動法人ゴールデンアカデミー発起人等を歴任。

## 著作

### 著書
- 『資本交流と国際金融』（宮川浩一と共著）銀行研修社 1965年
- 『海洋開発産業』東洋経済新報社 1970年
- 『急成長する世界の異色企業』（共著）東洋経済新報社 1970年
- 『住宅産業』（日下公人と共著）東洋経済新報社 1971年
- 『ベンチャー・ビジネス』（清成忠男,中村秀一郎と共著）日本経済新聞社 1973年
- 『研究開発型企業の新成長戦略』（編著）東洋経済新報社 1985年

### 訳書
- スティーヴン・ヴォーゲル『新・日本の時代』日本経済新聞社 2006年
- ジリアン・テット『愚者の黄金』（監訳）日本経済新聞出版社 2009年
- ジョージ・オルコット『外資が変える日本的経営』（宮本光晴,山内麻理と共訳）日本経済新聞出版社 2010年